# Robert de Beaumont, 3. Earl of Leicester
Robert „ès Blanchemains“ de Beaumont, 3. Earl of Leicester († 31. August 1190) war ein anglo-normannischer Adliger und Lord High Steward von England im 12. Jahrhundert. Sein Beiname lautet „mit den weißen Händen“.

## Leben
Robert schloss sich im April 1173 der Revolte des ältesten Königssohnes, des jungen König Heinrich, gegen König Heinrich II. an. Nachdem Breteuil im September des Jahres vom König zerstört worden war, floh Robert zu dem mit ihm verbündeten Grafen Philipp von Flandern. Von diesem erhielt er ein Heer aus 8.000 flämischen Söldnern bereitgestellt, mit dem er am 29. September bei Walton (Suffolk) an der englischen Küste anlandete. Im Verbund mit Hugh Bigod, 1. Earl of Norfolk, marschierte er Richtung Leicester, welches von königstreuen Kräften belagert wurde. Doch am 17. Oktober 1173 stellte sich ihnen bei Fornham, in der Nähe von Bury St Edmunds, ein Heer unter der Führung des königlichen Justiciars Richard de Luci, des Constable Humphrey de Bohun und der königstreuen Earls von Cornwall, Arundel und Gloucester in den Weg. In einer großen Schlacht wurden die Rebellen vernichtend geschlagen. Robert wie auch seine ihn begleitende Ehefrau fielen in Gefangenschaft und seine Flamen wurden massakriert. Bis zum Juli 1174 hatte König Heinrich II. die Rebellion niedergeschlagen und im Zuge eines allgemeinen Ausgleichs wurden Robert und andere Rebellen bis zum August 1174 wieder freigelassen.
Im Jahr 1189 nahm Robert das Kreuz zum dritten Kreuzzug. Statt mit dem englischen Hauptheer unter König Richard Löwenherz zu ziehen, schloss er sich einem Vorauskommando französischer Ritter an. Den Annales de Margan nach starb er 1190 während der Belagerung von Akkon, dem Nekrolog der Abtei Saint-Évroult d’Ouche nach am 31. August. Nach dem Bericht von Roger von Hoveden hingegen starb Robert, als er sich auf seiner Heimreise in „Romanien“ (Byzantinisches Reich) befand, als sein Sterbeort wird daher oft Dyrrachium (Durrës) genannt.

## Familiäres
Er war ein Sohn von Robert de Beaumont, 2. Earl of Leicester, und der Amicia de Gaël. Beim Tod seines Vaters 1168 übernahm er dessen Erbe als Earl of Leicester, von seiner Mutter erbte er die Burg von Breteuil in der Normandie.
Verheiratet war er mit Pétronille († 1212) aus der Familie Grandmesnil. Ihre Kinder waren:
- Guillaume de Breteuil „der Aussätzige“ († nach 1189), vielleicht Stammvater des Hauses Hamilton
- Robert de Beaumont „Fitzpernel“ († 1204), 4. Earl of Leicester und Lord High Steward
- Roger de Beaumont († 1189/1212), Bischof von St Andrews und Kanzler von Schottland
- Amicie de Beaumont († 1215), ⚭ (1) Simon (IV.) von Montfort († vor 1188), ⚭ (2) Guillaume II. des Barres († 1234), Seigneur de La Ferté-Alais
- Marguerite de Beaumont († 1235) ⚭ Saer de Quincy, 1. Earl of Winchester († 1219)